# دربندي السفلي (ميانكوه)
دربندي السفلی (بالفارسية: دربندی سفلی) هي قرية تقع في إيران في خراسان رضوي. يقدر عدد سكانها بـ 238 نسمة بحسب إحصاء 2016.